# Mucuq
Mucuq è un comune dell'Azerbaigian situato nel distretto di Qusar. Conta una popolazione di 1 243 abitanti.